# Pseudo-Apollodore
Pour les articles homonymes, voir Apollodore.
Œuvres principales
- Bibliothèque

Pseudo-Apollodore, parfois nommé Apollodore le Mythographe, est le nom donné à l'auteur de la Bibliothèque, anciennement attribuée à Apollodore d'Athènes (IIe siècle av. J.-C.).

## Auteur et œuvre
Très peu de choses sont connues de cet auteur et d'éventuelles autres œuvres. L'œuvre a été écrite au Ier ou IIe siècle, aux « alentours de l'an 200 de notre ère », selon Jean-Claude Carrière.
La Bibliothèque est une sorte d'abrégé de la mythologie grecque. C'est l'une des sources les plus complètes et les plus utiles sur le sujet, et il semble que le pseudo-Apollodore ait été très fidèle à ses sources : le passage de la Bibliothèque parlant du mythe d’Œdipe, par exemple, est très proche de la version que Sophocle donne dans l’Œdipe roi, et celui parlant d’Alceste, fille de Pélias, très proche de la tragédie d’Euripide portant son nom.
La plus importante des sources de la Bibliothèque que nous avons perdue est le travail de Phérécyde d'Athènes, un mythographe du Ve siècle av. J.-C. Il semble que beaucoup des passages les plus utiles de la Bibliothèque proviennent de cet auteur.
Le texte que nous avons à l'heure actuelle est fragmentaire : le texte des manuscrits connus (qui sont tous issus du Parisinus Graecus 2722), s’interrompent brutalement pendant la narration du trajet de Thésée entre Trézène et Athènes. Néanmoins, il existe deux abrégés, identiques sur de nombreux passages, qui résument le contenu de l'œuvre, y compris la fin perdue : l’Épitomé du Vatican et les Fragments sabbaïtiques. À partir de ces deux textes, James George Frazer, dans son édition de la Bibliothèque de 1921, a écrit pour cette partie perdue un texte unifié.

## Éditions
- Bibliothèque d'Apollodore l'Athénien, trad. E. Clavier, 1805 voir sur Wikisource
- Jean-Claude Carrière, Bertrand Massonie, La Bibliothèque d'Apollodore, Collection de l'Institut des Sciences et Techniques de l'Antiquité  Besançon, 1991.
- Apollodore (dir.) (trad. Paul Schubert), La Bibliothèque, Vevey, Éditions de l'Aire, 2003, 297 p. (ISBN 2-88108-670-5).